# Kávássy Sándor
Kávássy Sándor (Szinérváralja, 1934. augusztus 8. – Sonkád, 2006. április 22.) magyar történész, főiskolai tanár, politikus, 1997 és 1998 között az Országgyűlés alelnöke, majd 1998-tól 2001-ig Környezetvédelmi Minisztérium politikai államtitkára.

## Pályafutása
Kávássy Sándor orvos és Stollerwerk Valéria fiaként született. Testvérei Kávássy Árpád orvos, Kávássy Pál állatorvos és Kávássy László mezőgazdasági mérnök, tsz-elnök. Az elemi iskolát szülőfalujában és Tasnádszántón, gimnáziumi tanulmányait Debrecenben, Mátészalkán és Nyíregyházán végezte. 1952-ben a Nyíregyházi Állami Tanítóképzőben érettségizett és tanítói képesítést, majd 1956-ban a KLTE BTK-n történelem szakos középiskolai tanári diplomát szerzett, itt Szabó István tanítványa volt.
1956 és 1957 között a Kaposvári Megyei Könyvtár segédkönyvtárosa, majd 1958-ig könyvtárvezető-helyettese, ezután rövid ideig a Somogy Megyei Tanács VB Művelődésügyi Osztályának ismeretterjesztési előadója volt. 1959-től 1961-ig a kaposvári Munkácsy Mihály Leánygimnázium, majd 1962-ig a kaposvári Noszlopy Gáspár Közgazdasági Technikum tanáraként dolgozott. 1962 és 1967 között a Szegedi Tanárképző Főiskola Történettudományi Tanszékének főiskolai tanársegéde volt, 1963-ban az ELTE BTK-n doktorált történelemből, 1965-ben az MLEE filozófia szakosítón végzett.
1967-ben a dunavecsei általános iskola kollégiumi nevelője, 1968-ban a kecskeméti Katona József Múzeum történész-muzeológusa lett, majd rövid ideig a szobi általános iskola és gimnázium igazgatóhelyettese volt. Az MTA Szociológiai Kutatócsoportjánál szociológus tanfolyamot végzett, majd 1968-ban üzemszociológus képesítést is szerzett. 1969-ben az egri Ho Si Minh Tanárképző Főiskola Történettudományi Tanszékének főiskolai adjunktusa lett, 1974-től főiskolai docens, 1979-től pedig főiskolai tanár volt. 1974-ben a történelemtudományok kandidátusa lett. 1981-től a nyíregyházi Bessenyei György Tanárképző Főiskola Történettudományi Tanszékének főiskolai tanáraként dolgozott. Sonkádon élt.
Történészként agrártörténettel, 19–20. századi magyar gazdaság- és eszmetörténettel, a forradalmak és a nemzetiségi kérdés történetével foglalkozott. Kutatta Nagyatádi Szabó István és Rippl-Rónai József munkásságát is, Latinca Sándorról monográfiát írt. 1959-től a Magyar Történelmi Társulat, 1963-tól a Magyar Agrártudományi Társaság Agrártörténelmi Szakosztályának tagja volt. 1999-től az Illyés Közalapítvány kuratóriumi tagjaként is tevékenykedett.
1988-ban részt vett a Független Kisgazda-, Földmunkás- és Polgári Párt újjászervezésében, 1989-ben megalapította a párt sonkádi és botpaládi alapszervezetét. 1989-től az FKgP Szabolcs-Szatmár-Bereg megyei szervezetének elnöke volt. 1990-ben országgyűlési képviselő lett, a párt országos listájáról szerzett mandátumot. 1991 és 1994 között az FKgP országos alelnöke, 1992-től 1994-ig első alelnöke volt, a külügyekért és a művelődéspolitikáért felelt. 1994-ben a párt Szabolcs-Szatmár Bereg megyei listáról került a parlamentbe, és az Országgyűlés jegyzője lett.
G. Nagyné Maczó Ágnes leváltását követően, 1997 novemberétől 1998-ig az Országgyűlés alelnöke volt. Az 1998-as országgyűlési választáson ismét megyei listáról szerzett mandátumot. Az első Orbán-kormány alatt, 1998 és 2001 között a Környezetvédelmi Minisztérium politikai államtitkára volt. 2001-től 2002-ig az FKgP országos alelnöke volt, 2002-ben kikerült a parlamentből. 2006-ban hunyt el Sonkádon, a kölcsei temetőben nyugszik.
Háromszor nősült, házasságaiból öt fia született.